# Guanlin (köpinghuvudort i Kina, Jiangsu Sheng, lat 31,50, long 119,71)
Guanlin (kinesiska: 官林, 官林镇) är en köpinghuvudort i Kina. Den ligger i provinsen Jiangsu, i den östra delen av landet, omkring 110 kilometer sydost om provinshuvudstaden Nanjing. Antalet invånare är 81 764. Befolkningen består av 39 525 kvinnor och 42 239 män. Barn under 15 år utgör 11,0 %, vuxna 15-64 år 75 %, och äldre över 65 år 12,0 %.
Runt Guanlin är det tätbefolkat, med 790 invånare per kvadratkilometer. Närmaste större samhälle är Yicheng, 18,9 km sydost om Guanlin. Trakten runt Guanlin består huvudsakligen av våtmarker.
Genomsnittlig årsnederbörd är 1 542 millimeter. Den regnigaste månaden är juli, med i genomsnitt 268 mm nederbörd, och den torraste är december, med 50 mm nederbörd.